# UPT Baku
UPT Baku is een bestuurslaag in het regentschap Bima van de provincie West-Nusa Tenggara, Indonesië. UPT Baku telt 552 inwoners (volkstelling 2010).